# Лаба, Роман Романович
Роман Романович Лаба (укр. Роман Романович Лаба; род. 30 ноября 1966, Сороки-Львовские, Львовская область) — советский и украинский футболист и тренер. Играл на позиции нападающего.

## Биография
Воспитанник СКА (Львов). Первый тренер — Игорь Андреевич Польный.
Окончил Львовский государственный институт физической культуры.
Dыступал за «Торпедо» (Луцк), «Карпаты» (Львов), «Буковину» (Черновцы), «Верес» (Ровно) и ряд других клубов.
На футбольном поле отмечался смелыми рейдами по левому краю.
Работал тренером в футбольной школе Мирона Маркевича (Винники), «Гарай» (Жолква), «Верес» (Ровно), любительском ФК «Добромиль».
В 2006 году работал в ФК «Львов», с 1 по 13 октября 2008 года был исполняющим обязанности главного тренера «Львова». Затем занимал должность спортивного директора клуба.